# Travis Van Winkle
Travis Scott Van Winkle (Victorville, 4 de noviembre de 1982) es un actor estadounidense, más conocido por interpretar a Danny Green en la serie The Last Ship.

## Biografía
Es hijo de Charles Van Winkle y Sally Fitzgerald-Van Winkle, tiene un hermano mayor y una hermana menor.[cita requerida]
Es buen amigo del actor Justin Baldoni.[cita requerida]
Desde 2016 sale con Jessica Kemejuk.[cita requerida]

## Carrera
Travis apareció en el video musical "That Song In My Head" donde interpretó al interés romántico de Julianne Hough.
En 2007 dio vida a Trent DeMarco, el exnovio de Mikaela Banes (Megan Fox) en la película Transformers.
En 2008 apareció en la parodia Meet the Spartans donde interpretó al espartano Sonio. Ese mismo año apareció en la película de terror Asylum donde dio vida a Tommy.
En 2009 apareció en la película Friday the 13th donde interpretó a Trent DeMarco, un joven que junto a sus amigos van de vacaciones a su cabaña en Crystal Lake. Ese mismo año apareció como personaje recurrente en la cuarta temporada de la serie 90210 donde dio vida al estudiante Jamie, que sale brevemente con Naomi Clark.
En 2013 apareció como invitado en la serie Hart of Dixie donde interpretó al doctor Jonah Breeland, el primo de Lemon Breelan (Jaime King) y Magnolia Breeland (Claudia Lee). Ese mismo año interpretó a Rusty "The Heartthrob", un miembro del escuadrón en Squad 85.
En 2014 se unió al elenco principal de la nueva serie The Last Ship donde interpreta al teniente Danny Green, hasta ahora.
En 2015 apareció como invitado en la segunda temporada de la serie Scorpion donde dio vida al inteligente, leal y decidido alférez Nathan Hall.
En 2019 ficha por la segunda temporada de Instinct.

## Filmografía

### Series de televisión
| Año         | Título                           | Personaje          | Notas                                            |
| ----------- | -------------------------------- | ------------------ | ------------------------------------------------ |
| 2021        | You                              | Cary Conrad        | Papel principal (temporada 3)                    |
| 2014 - 2018 | The Last Ship                    | Lt. Danny Green    | 36 episodios                                     |
| 2015        | Scorpion                         | Nathan Hall        | episodio "Robots"                                |
| 2013        | Hart of Dixie                    | Dr. Jonah Breeland | 5 episodios                                      |
| 2013        | The Life Genie                   | El Hombre          | episodio "The Man" - miniserie                   |
| 2012        | Squad 85                         | Rusty              | 6 episodios                                      |
| 2012        | Dating Rules from My Future Self | Marc               | 3 episodios                                      |
| 2012        | Raising Hope                     | Philip             | episodio "Sabrina's New Jimmy"                   |
| 2012        | CSI: Miami                       | Mickey Quint       | episodio "Last Straw"                            |
| 2012        | Two and a Half Men               | Dylan              | episodio "A Possum on Chemo"                     |
| 2011        | 2 Broke Girls                    | William            | episodio "And the '90s Horse Party"              |
| 2011        | Happy Endings                    | Bo Bazinski        | 2 episodios                                      |
| 2010        | Law & Order: Los Angeles         | Colin Blakely      | episodio "Hollywood"                             |
| 2009        | 90210                            | Jamie              | 4 episodios                                      |
| 2007        | Greek                            | Travis             | episodio "Multiple Choice"                       |
| 2007        | Veronica Mars                    | Patrick Nickerson  | episodio "Weevils Wobble But They Don't Go Down" |
| 2005        | 7th Heaven                       | Brian              | episodio "Helpful"                               |
| 2005        | The O.C.                         | Kyle Thompson      | episodio "The O.C. Confidential"                 |
| 2005        | Malcolm in the Middle            | Phillip            | episodio "Tiki Lounge"                           |
| 2004        | That's So Raven                  | Ben                | episodio "Double Vision"                         |
| 2004        | Quintuplets                      | Hugo               | episodio "Date Night"                            |

### Películas
| Año  | Título                         | Personaje           | Notas |
| ---- | ------------------------------ | ------------------- | --- |
| 2021 | Tis the Season To Be Merry     | Chris Walters       | Hallmark - junto a Rachael Leigh Cook, Adam Hurtig, Amy Groening, John B. Lowe, Karen Malina White y Paul Essiembre |
| 2015 | Trigger                        | Josh                | corto - junto a Chris Ellis, JoAnn Willette, Nick Marini y Noah Davis                                               |
| 2015 | Bound & Babysitting            | Alex                | junto a Tammin Sursok, Curtis Armstrong, Stephen Boss y Lisa Rinna                                                  |
| 2014 | Fit to Be Tied                 | Max                 | corto - junto a Reef Karim, Jenny Robinson, Alyssa Austin y Candace Kita                                            |
| 2014 | Mantervention                  | Coke                | junto a Chloe Bridges, Max Carver, Mindy Robinson, Jillian Murray y Randy Wayne                                     |
| 2013 | The Proposal                   | Travis              | corto - junto a Charles Michael Davis, Justin Baldoni, Emily Baldoni, James Kyson, Nick Tate y Jeff Schroeder       |
| 2013 | Pulling the Goalie             | Chip                | corto - junto a Darren Capozzi, David DeLuise, Mia Eden, Jeff Pride, Reece Rios y Stacey Scowley                    |
| 2013 | Sexual Harassment Orientation  | John                | corto - junto a Brian Guest y Maria Lopez                                                                           |
| 2012 | A Star for Christmas           | Jared               | junto a Briana Evigan, Corey Sevier, Karissa Vacker, Jeremy Howard y Brooke Burns                                   |
| 2012 | Bloodwork                      | Greg                | junto a Tricia Helfer, Stephen Bogaert, John Bregar, Eric Roberts y Rik Young                                       |
| 2012 | Last Call                      | Danny               | junto a Ryan Hansen, Christopher Lloyd, Tara Reid, Diora Baird y Clint Howard                                       |
| 2012 | Rites of Passage               | Hart                | junto a Wes Bentley, Ryan Donowho, Briana Evigan, Christian Slater y Stephen Dorff                                  |
| 2012 | Children of the Air            | Trey Thomas         | corto - junto a Katheryn Winnick, Shyloh Oostwald, Clyde Tull y Harper Woodworth                                    |
| 2011 | Intervention: Cinderella       | Príncipe Encantador | corto - junto a Katie Walder, Shira Podolsky, Justin Baldoni, Emmanuelle Vaugier y Jud Tylor                        |
| 2011 | 247°F                          | Ian                 | junto a Scout Taylor-Compton, Christina Ulloa, Michael Copon y Tyler Mane                                           |
| 2009 | Friday the 13th                | Trent DeMarco       | junto a Jared Padalecki, Danielle Panabaker, Amanda Righetti, Julianna Guill, Aaron Yoo y Derek Mears               |
| 2008 | Asylum                         | Tommy               | junto a Sarah Roemer, Jake Muxworthy, Mark Rolston, Ellen Hollman, Carolina Garcia y Cody Kasch                     |
| 2008 | Meet the Spartans              | Sonio               | junto a Sean Maguire, Carmen Electra, Ken Davitian, Kevin Sorbo, Diedrich Bader y Jareb Dauplaise                   |
| 2007 | Transformers                   | Trent DeMarco       | junto a Shia LaBeouf, Megan Fox, Josh Duhamel, Tyrese Gibson, Anthony Anderson, Jon Voight y John Turturro          |
| 2006 | Left in Darkness               | Corby               | junto a Monica Keena, David Anders, Jessica Stroup y Tim Thomerson                                                  |
| 2006 | Dorm Daze 2                    | Estudiante          | junto a Patrick Cavanaugh, James DeBello, Marieh Delfino, Tony Denman y Larry Drake                                 |
| 2006 | Accepted                       | Hoyt Ambrose        | junto a Justin Long, Jonah Hill, Blake Lively, Lewis Black, Maria Thayer, Columbus Short y Anthony Heald            |
| 2005 | Confession                     | Scott               | junto a Chris Pine, Cameron Daddo, Bruce Davison, Tom Bosley, Peter Greene y Lukas Behnken                          |
| 2004 | Billy's Dad Is a Fudge-Packer! | Novio               | corto - junto a Robert Gant, Cady Huffman, Alex Borstein, Gina Rodgers y Spencer Daniels                            |
| 2004 | Instinct vs. Reason            | Estudiante          | corto - junto a Jenn Page, Kasan Butcher, Joy Giovanni, Taylor Lipman y Anthony Pearce                              |

### Presentador
| Año         | Título              | Notas                              |
| ----------- | ------------------- | ---------------------------------- |
| 2010 - 2011 | ACME Saturday Night | 2 episodios - presentador invitado |

### Equipo misceláneo
| Año  | Título               | Notas     |
| ---- | -------------------- | --------- |
| 2006 | John Tucker Must Die | ADR actor |